# Derecho
El derecho (o ciencias jurídicas) puede definirse como un sistema de principios y normas, generalmente inspirados en ideas de justicia y orden, que regulan la conducta humana en toda sociedad y cuyo cumplimiento puede imponerse de forma coactiva por el poder público. No obstante, no hay una definición del derecho generalmente aceptada o consensuada. Por ello, el derecho ha sido considerado simultáneamente una ciencia y un arte.
El derecho existe desde las primeras civilizaciones. El ordenamiento jurídico es el conjunto o la suma de principios y normas jurídicas vigentes en un Estado. El derecho comparado analiza las diferencias entre los diferentes ordenamientos coexistentes. El derecho guarda una íntima conexión con la ciencia política, la economía, la sociología y la historia, y es el centro de problemas humanos importantes y complejos, como concretar el significado de ideas como igualdad, libertad o justicia en casos concretos. Las cuestiones más generales sobre el derecho han sido estudiadas por la filosofía, la historia y la teoría del derecho.
Existen muchas formas de clasificar, analizar y ordenar el derecho para proceder a su estudio, aunque el derecho es en esencia un conjunto de normas unitario. Una división clásica es la acuñada en el siglo iii d. C por el jurista romano Ulpiano: el derecho público regula la actuación de los poderes públicos; y el derecho privado, que regula las relaciones privadas entre personas físicas y jurídicas. Esta división, a grandes rasgos, persiste en la actualidad, aunque la división es menos clara en algunos sistemas jurídicos, como el derecho anglosajón. Algunas ramas importantes del derecho público contemporáneo son, entre otras, el derecho constitucional, el derecho administrativo o el penal, mientras que el derecho privado se compone principalmente del derecho civil, el mercantil y el derecho laboral. Algunas disciplinas como el derecho internacional también obedecen a esta clasificación, dividiéndose en derecho internacional público y privado.

## Término

### Etimología

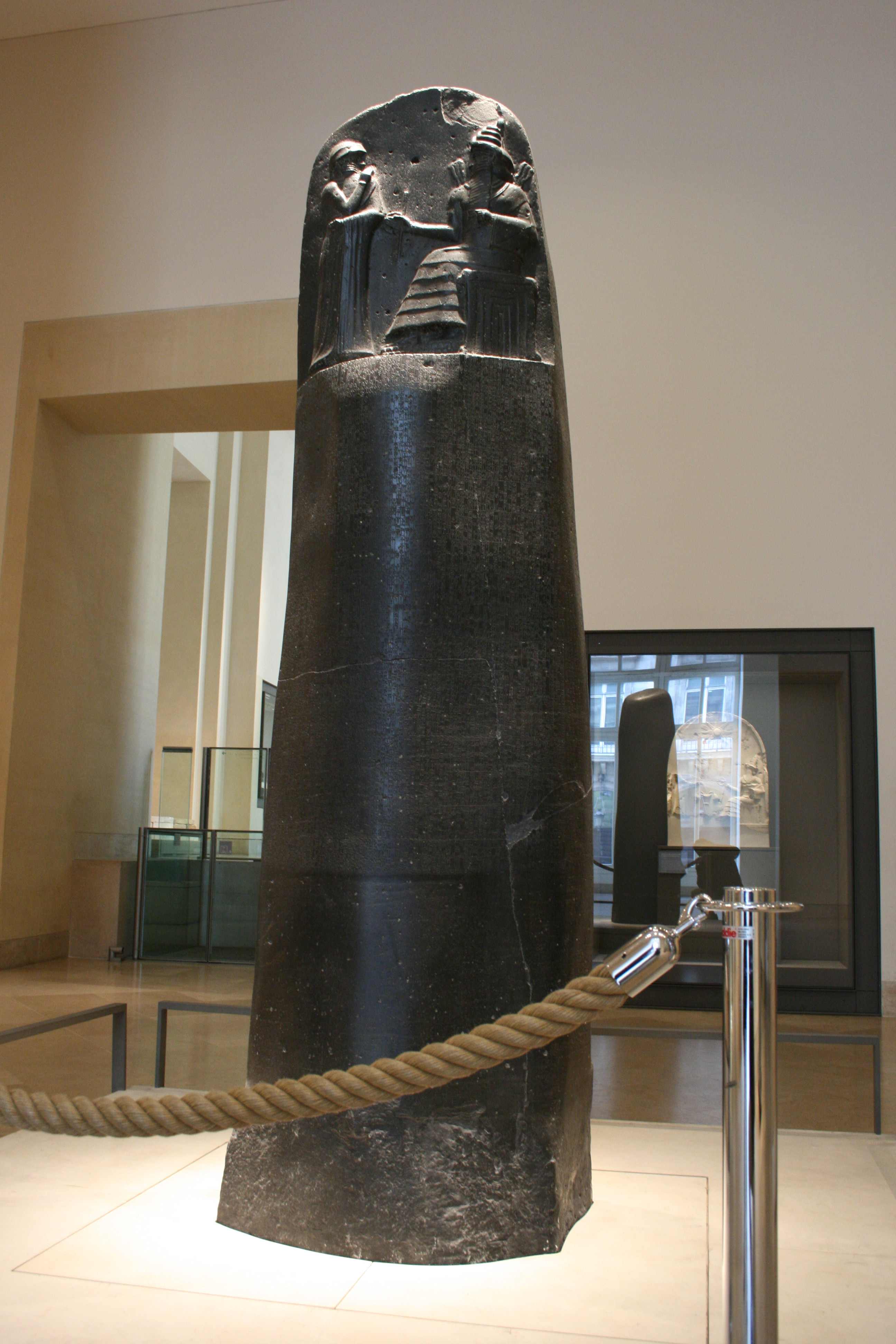
El Código de Hammurabi, creado en el año 1785 a. C. por el rey homónimo de Babilonia, es uno de los conjuntos de leyes más antiguos que se han encontrado. En él aparece la ley del Talión, que estableció la regla de la proporcionalidad como criterio de justicia. Se encuentra en el Museo del Louvre, París.

La palabra derecho deriva de la voz latina directum, «lo que está conforme a la regla, a la ley, a la norma», o como expresa el jurista mexicano Villoro Toranzo, «lo que no se desvía ni a un lado ni otro».
La expresión aparece, según el español Pérez Luño, en la Edad Media para definir al derecho con connotaciones morales o religiosas, el derecho «conforme a la recta razón». Esto es así si tenemos en cuenta frases como non omne quod licet honestum est (no todo lo que es lícito es honesto), en palabras del jurista romano Paulo, que demuestra el distanciamiento del derecho respecto a la moral.
Esta palabra surge por la influencia estoico-cristiana tras la época del secularizado derecho de la época romana, y es el germen y raíz gramatical de la palabra «derecho» en los sistemas actuales: diritto, en italiano; direito, en portugués; dreptu, en rumano; droit, en francés; a su vez, right, en inglés; recht en alemán y en neerlandés, donde han conservado su significación primigenia de «recto» o «rectitud».
La separación posterior del binomio ius - directum no pretende estimar que la palabra ius se halle exenta de connotaciones religiosas: téngase en cuenta que en la época romana temprana, según Pérez Luño, los aplicadores del derecho fueron, prácticamente de forma exclusiva, los pontífices.

### Definición
Los juristas han elaborado numerosas definiciones del derecho a lo largo de los siglos. Sin embargo, no existe una definición que goce de aceptación generalizada.

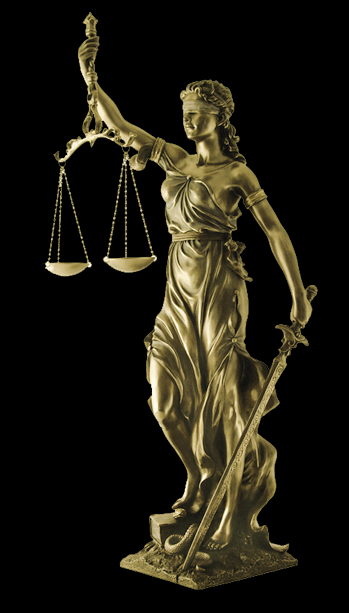
La diosa romana Justicia equipada con tres símbolos del derecho: la espada, que simboliza el poder del Estado; la balanza, representa la igualdad con que la justicia trata a todos; y la venda sobre los ojos, que representa la imparcialidad.

La Real Academia Española define el derecho como el «conjunto de normas, principios, costumbres y concepciones jurisprudenciales y de la comunidad jurídica, de los que se derivan las normas de organización de la sociedad y de los poderes públicos, así como los derechos de los individuos y sus relaciones con aquellos».
El derecho es un conjunto o sistema de normas jurídicas, de carácter general, que se dictan para regir sobre toda la sociedad o sectores preestablecidos por las necesidades de la regulación social, que se imponen de forma obligatoria a los destinatarios y cuyo incumplimiento debe acarrear una sanción coactiva o la respuesta del Estado a tales acciones.
Estas normas no son resultado solamente de elementos racionales, sino que en la formación de las mismas inciden otros elementos, tales como intereses políticos y socioeconómicos, de valores y exigencias sociales predominantes, que condicionan una determinada voluntad política y jurídica, que en tanto se haga dominante se hace valer a través de las reglas de derecho. A su vez esas normas expresan esos valores, conceptos y exigencias, y contendrán los mecanismos para propiciar la realización de los mismos a través de las conductas permitidas, prohibidas o exigidas en las diferentes esferas de la vida social.
La diversidad social y de esferas en que metodológica y jurídicamente se pueden agrupar, es consecuencia del nivel de desarrollo no solo de las relaciones, sino también de la normativa y de las exigencias de progreso de las mismas, pero aún con esta multiplicidad de normativas existentes, el derecho ha de ser considerado como un todo, como un conjunto armónico. Esa armonía interna puede producirse por la existencia de la voluntad política y jurídica que en ellas subyace. En sociedades plurales, la armonía de la voluntad política depende de la coincidencia de intereses de los grupos políticos partidistas predominantes en el poder legislativo y en el poder ejecutivo, así como de la continuidad de los mismos en el tiempo. Cambios también se pueden producir con las variaciones de los intereses socioeconómicos y políticos predominantes, al variar la composición parlamentaria o del gobierno. Asimismo, en sociedades monopartidistas y con presupuesto de la unidad sobre la base de la heterogeneidad social existente, la armonía de la voluntad normativa es mucho más factible si bien menos democrática, lo que no quiere decir que se logre permanentemente.
Doctrinariamente se defiende la existencia de unidad y coherencia; pero lo cierto es que en la práctica lo anterior es absolutamente imposible en su aspecto formal, a pesar de los intereses y valores en juego, por cuanto las disposiciones normativas se promulgan en distintos momentos históricos, por órganos del Estado diferentes, e incluso dominados estos por mayorías políticas o con expresiones de voluntades políticas muy disímiles. Igualmente no siempre hay un programa preelaborado para la actuación normativa del Estado (programas legislativos), sino que la promulgación de una u otra disposición depende de las necesidades o imposiciones del momento. En tales situaciones se regulan relaciones sociales de una forma, con cierto reconocimiento de derechos e imposiciones de deberes, con determinadas limitaciones, se establecen mandatos de ineludible cumplimiento; y estas disposiciones pueden ser cuestionadas por otros órganos del Estado, derogadas por los superiores, o modificadas por los mismos productores meses o años después. Es decir, en el plano formal, haciendo un análisis de la existencia de una diversidad de disposiciones, encontraremos disposiciones que regulan de manera diferente ciertas instituciones, las prohíben, las admiten, introducen variaciones en su regulación, o que también en el proceso de modificación o derogación, se producen vacíos o lagunas, es decir, esferas o situaciones desreguladas.
En el orden fáctico, y usando argumentos de la teoría política, las bases para la armonía las ofrece, ciertamente, la existencia de una voluntad política predominante, y de ciertos y determinados intereses políticos en juego que desean hacerse prevalecer. Y desde el punto de vista jurídico-formal, la existencia de un conjunto de principios que en el orden técnico jurídico hacen que unas disposiciones se subordinen a otras, que la producción normativa de un órgano prime sobre la de otros, que unas posteriores puedan dejar sin vigor a otras anteriores, como resulta de los principios de jerarquía normativa, no por el rango formal de la norma, sino por la jerarquía del órgano del aparato estatal que ha sido facultado para dictarla o que la ha dictado; de prevalencia de la norma especial sobre la general; que permita que puedan existir leyes generales y a su lado leyes específicas para ciertas circunstancias o instituciones y que permitan regularla de forma diferenciada, y aun así ambas tengan valor jurídico y fuerza obligatoria; o el principio de derogación de la norma anterior por la posterior, etcétera.

## Clasificaciones

### Derecho objetivo y derecho subjetivo
El derecho objetivo es el conjunto de normas jurídicas (leyes, reglamentos, entre otras) de carácter obligatorio, y que son creadas por el Estado para conservar el orden social. Siempre teniendo en cuenta la validez, es decir, si se ha llevado a cabo el procedimiento adecuado para su creación, independientemente de su eficacia y de su ideal axiológico (si busca concretar un valor como la justicia, la armonía, el bien común, etcétera).
El derecho subjetivo es la facultad que ha otorgado el ordenamiento jurídico a un sujeto (por ejemplo, derecho a la nacionalidad, derecho a la salud, derecho a demandar, derecho a manifestarse libre y pacíficamente, derecho a la libre expresión, derecho al sindicalismo, etc.).

El derecho objetivo puede responder a distintas significaciones:
- El conjunto de reglas que rigen la convivencia de los hombres en sociedad.
- Norma o conjunto de normas que por una parte otorgan derechos o facultades y por la otra, correlativamente, establecen o imponen obligaciones.
- Conjunto de normas que regulan la conducta de los hombres, con el objeto de establecer un ordenamiento justo de convivencia humana.[24]

El derecho subjetivo se puede decir que es:
- La facultad que tiene un sujeto para ejecutar un acto con determinada conducta o abstenerse de ella, o para exigir de otro sujeto el cumplimiento de su deber.
- La facultad, la potestad o autorización que conforme a la norma jurídica tiene un sujeto frente a otro u otros sujetos, ya sea para desarrollar su propia actividad o determinar la de aquellos.
- Es una concesión de autoridad otorgada por una norma jurídica una persona o grupo en virtud de la cual queda legitimada para desplegar una determinada conducta sobre una o más personas o cosas.[24]

El derecho subjetivo se clasifica en:
- Derechos políticos (derecho de sufragio, a ser electo, a asociarse políticamente y a ser jurado).
- Derechos privados, que se subclasifican en:
  - Derechos personales o créditos (aquellos de donde nacen las obligaciones correlativas).
  - Derechos reales (aquellos que se ejercen sobre cosas, sin respecto a determinada persona).[25]

## Creación y evolución del derecho

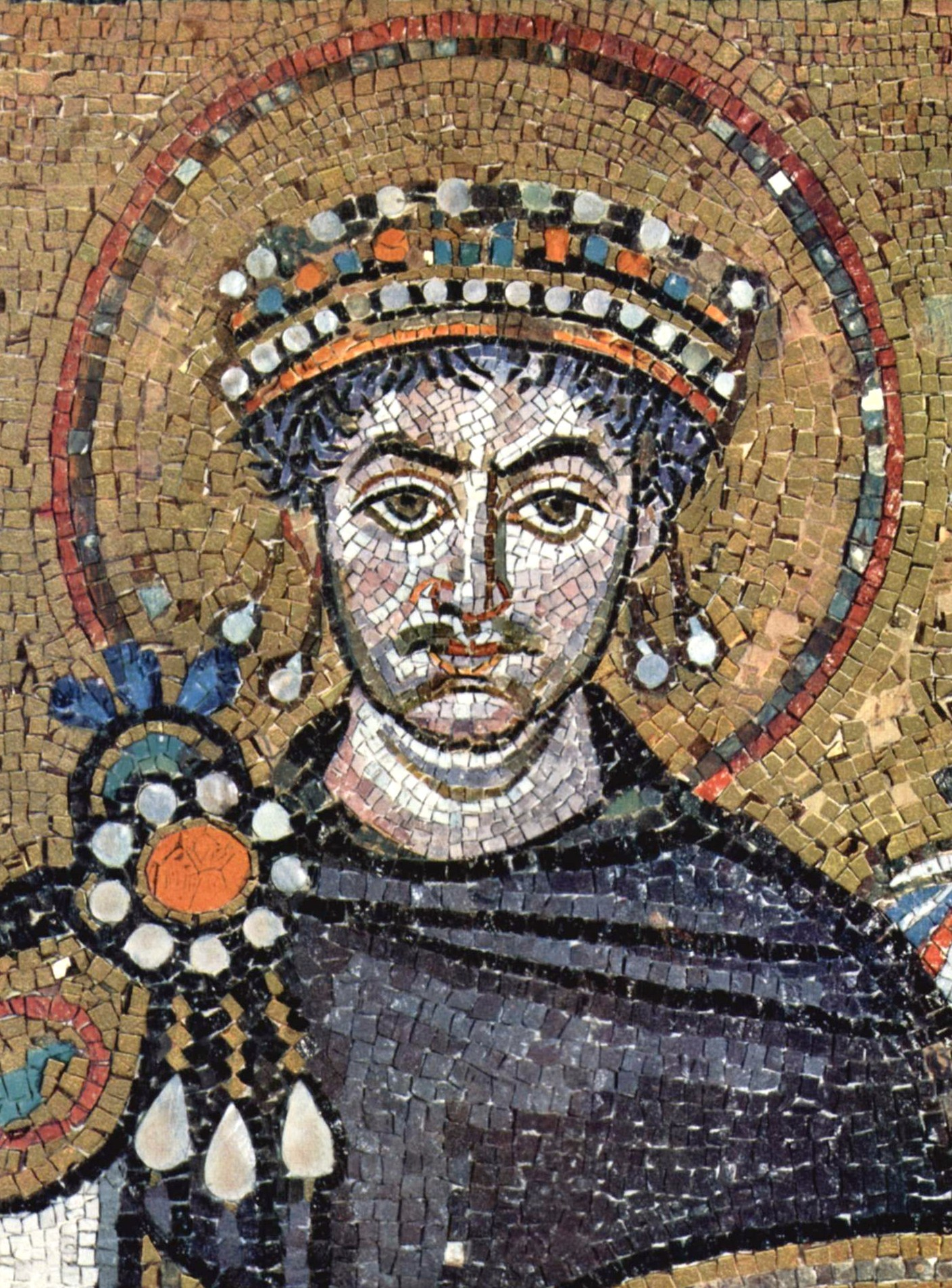
Mosaico de Justiniano I, célebre por ordenar la compilación del Corpus iuris civilis, la más importante recopilación de derecho romano de la historia.

La producción del derecho tal como lo conocemos hoy es básicamente estatal y tiene su origen en la institucionalización del Estado moderno, a partir de la Edad Moderna, siendo su ejemplo clásico la hegemonía del Estado español tras la unificación de Castilla y Aragón con los reyes católicos. Aunque el derecho como norma de conducta coactiva surge ya desde las primeras civilizaciones con una organización política, como las ubicadas en Mesopotamia, Fenicia, Palestina, Egipto y Grecia fundamentalmente como un derecho consuetudinario, es decir, basado en la costumbre, sin lugar a dudas que los romanos fueron la primera y mayor civilización en dedicar sus mayores esfuerzos a condicionar la generalidad de sus conductas, incluso las más cotidianas, al imperio del derecho, como sus relaciones de familia, el matrimonio, la adopción, la emancipación y la patria potestad; o las normas patrimoniales del derecho civil, como los contratos y los derechos reales, donde los romanos aún no han encontrado otra civilización que los alcance en profusión y creación jurídica, ni siquiera el derecho francés, que junto al derecho canónico y a la pandectística alemana del siglo XIX, son los siguientes mayores contribuyentes en dicha rama jurídica. Ya a partir de la Edad Moderna y bajo la fuerte influencia de los clásicos del humanismo como Nicolás Maquiavelo, Thomas Hobbes y John Locke, el derecho comienza a moldearse como un instrumento y elemento del Estado, adquiriendo la fisonomía positivista que tiene en la actualidad en la mayor parte de los Estados no descendientes del archipiélago británico, como Latinoamérica y Europa continental (derecho continental).

## Realización del derecho
Para que una norma pueda ser eficaz, para que se realice, han de crearse, además, los medios e instituciones que propicien la realización de la disposición, y de los derechos y deberes que de tales situaciones resulten. Pero la eficacia de una norma no puede exigirse solo en el plano normativo (coerción), también ha de ser social, material, para que haya correspondencia entre la norma y el hecho o situación, para que refleje la situación existente o que desee crearse, manifestándose así la funcionalidad del derecho. Como resultado de lo anterior, será posible, entonces, que la norma obtenga el consenso activo de sus destinatarios, que sea acatada y respetada conscientemente, sin requerir la presión del aparato coercitivo del Estado.
Requisito previo de la validez normativa es la publicidad en el sentido antes expuesto. La publicación de las normas se hace no solo para dar a conocer el nacimiento de la disposición, el inicio de su vida jurídica formal, sino también para declarar la posibilidad de su exigencia y obligatoriedad para el círculo de destinatarios de la normativa. Aún más, si toda disposición normativa se dicta, por regla general, para que tenga vida indeterminada, para que sea vigente y por tanto válida a partir de la fecha de su publicación, si ella no establece lo contrario, el acto de la publicación es vital en su nacimiento y acción posterior.
La validez de una norma de derecho y de la disposición que la contiene y expresa, entonces, es un elemento importante para la eficacia de la misma, para el hallazgo de su realización en la sociedad, tal y como se previó. Interesan no solo la observación de los principios, sino también de ciertas reglas relativas a su elaboración racional, a la creación de instituciones para asegurar su cumplimiento, así como la finalidad que con ellas se persigue, a saber: conservar, modificar, legitimar cambios, así como de la observancia de principios básicos que rigen en cada ordenamiento jurídico.
Por lo tanto, las disposiciones normativas, de cualquier rango, han de ser resultado del análisis previo con el objetivo de conocer los hechos, sus causas y efectos, regulaciones posibles, sus efectos, para poder determinar cuál es la forma precisa que ha de exigirse o propiciarse, o de la Institución jurídica que desea regularse; del cumplimiento de ciertos requisitos formales en su creación y de la observancia de principios técnicos jurídicos que rigen en un ordenamiento jurídico determinado. Han de crearse, además, los medios e instituciones que propicien el cumplimiento de la disposición, y de los derechos y deberes que de tales situaciones resulten, tanto en el orden del condicionamiento social-material, proveniente del régimen socioeconómico y político imperante, de los órganos que hacen falta para su aplicación, como la normativa legal secundaria y necesaria para instrumentar la norma de derecho. También ha de tenerse en forma clara los objetivos o finalidades que se persiguen con la norma o para qué se quiere regular esa relación, si existen las condiciones antes expuestas para su realización, y entonces la validez de la norma, será no solo manifestándose así la funcionalidad del Derecho, sino que también lo será en el orden formal, siendo posible, entonces, que la norma obtenga el consenso activo de sus destinatarios, su aceptación, cumplimiento y hasta su defensa.
Nacida la norma, se ha de aplicar y de respetar no solo por los ciudadanos, sino también por el resto de las instituciones sociales, y en particular por los órganos inferiores, los cuales están impedidos formalmente, gracias a la vigencia del principio de legalidad, de regular diferente o contrario, de limitar o ampliar las circunstancias en que se ha de aplicar la normativa anterior, salvo que la propia disposición autorice su desarrollo.
En consecuencia, la eficacia del derecho depende no solo del proceso de formación, aunque es muy importante, sino que depende también de las medidas adoptadas para hacer posible la realización de lo dispuesto en la norma y del respeto que respecto a él exista, principalmente por los órganos del Estado y en particular de la administración a todos los niveles.
Por último, para que las normas emitidas por el Estado no solo sean cumplidas ante la amenaza latente de sanción ante su vulneración, sino que se realicen voluntariamente, el creador de las mismas ha de tener siempre presente que el destinatario general y básico de las normas es el dueño del poder, que mediante el acto electoral ha otorgado a otros un mandato popular para que actúen a su nombre y, en tanto hacia él van dirigidas las normas, han de preverse los instrumentos legales, así como las instituciones y medios materiales que permitan hacer efectivos los derechos que las disposiciones reconocen jurídicamente y permitan la defensa de los mismos ante posibles amenazas o vulneraciones que la administración o terceras personas puedan provocar. En otras palabras: la necesidad de garantías para el ejercicio de los derechos y su salvaguarda como vía para que se realice el derecho, para garantizar, entre otras, las relaciones bilaterales individuo-Estado, individuo-individuo que se han regulado. Así entonces la salvaguarda del orden, la defensa de los derechos y la legalidad, irán de la mano.

## Características del derecho
El derecho presenta las siguientes características: normativo, bilateral, coercible, con una pretensión de inviolabilidad, se manifiesta como un sistema y posee una proyección de justicia.

### Normatividad
Se traduce en que el derecho se encuentra inmerso dentro de la realidad social, el marco cultural. El derecho pertenece a la familia de las normas y está constituido por normas, más específicamente dentro de las reglas obligatorias de conducta.

### Bilateralidad
El derecho es bilateral porque requiere de interactividad de dos o más personas. Uno de los rasgos distintivos de las normas jurídicas frente a las normas morales es la bilateralidad. En efecto, la bilateralidad del derecho se hace evidente no solo por su necesidad primordial de interrelacionar, cuando menos, dos personas, sino también en la heteronomía, condición de la voluntad que se rige por imperativos que están fuera de ella misma, pues, una es la fuente de la norma jurídica y la otra la persona sujeta a su cumplimiento. En la coercibilidad, igualmente resalta la misma dicotomía: quien dispone de la fuerza y quien es compelido por ella.
Giorgio Del Vecchio enuncia:

Se puede decir que este concepto de la bilateralidad es el elemento fundamental del edificio jurídico.

Eduardo García Máynez corrobora:

La diferencia esencial entre normas morales y normas jurídicas estriba en que las primeras son unilaterales y las segundas bilaterales.

### Coercibilidad
La coercibilidad es la exigencia de amparar el derecho en la fuerza para obtener la ejecución de la conducta prescrita, constituyendo la característica propia del derecho. Se destaca así claramente la coercibilidad de las normas jurídicas frente a la incoercibilidad de las de trato social.

### Pretensión de inviolabilidad
Ya que la norma es susceptible de ser violada constantemente, el derecho requiere indefectiblemente revestirse de inviolabilidad, incluso frente al Estado, a través de una sanción. He ahí por qué resiste, con exigencia incondicionada, la intromisión del mandato arbitrario en las relaciones sociales.

### Sistema
El derecho es un sistema de normas, ya que ellas no están inconexas, caprichosamente yuxtapuestas de manera arbitraria o caótica. Antes bien, las normas jurídicas vigentes en un Estado se hallan orgánicamente correlacionadas, guardando entre sí niveles de rango y prelación: unas son superiores, otras inferiores, y todas conforman una estructura armónica, gradual y unitaria que evoca la imagen de una obra arquitectónica, con atinada distribución de masas. Al conjunto de normas positivas de un país, coordinadas y distribuidas jerárquicamente, se denomina «ordenamiento jurídico».
El ordenamiento jurídico se encuentra organizado sistemáticamente por niveles de rango y prelación —antelación o preferencia con que algo debe ser atendido respecto de otra cosa con la cual se compara— unas superiores otras inferiores y todas conforman una estructura armónica.
El sistema del derecho fue representado, en la tradición jurídica europea, desde Hans Kelsen, en la forma de una pirámide de normas.
Pero hay concepciones más actuales, donde la función de hierarquía no es abandonada, pero esté en el centro de una concepción semiótico-textual, por círculos concéntricos, desde el centro hasta la periferia del sistema.

### Justicia
Es inherente a toda norma jurídica una proyección hacia la efectividad de la justicia en las relaciones humanas, como algo esencial y definitorio de ella.

## Fuentes del derecho

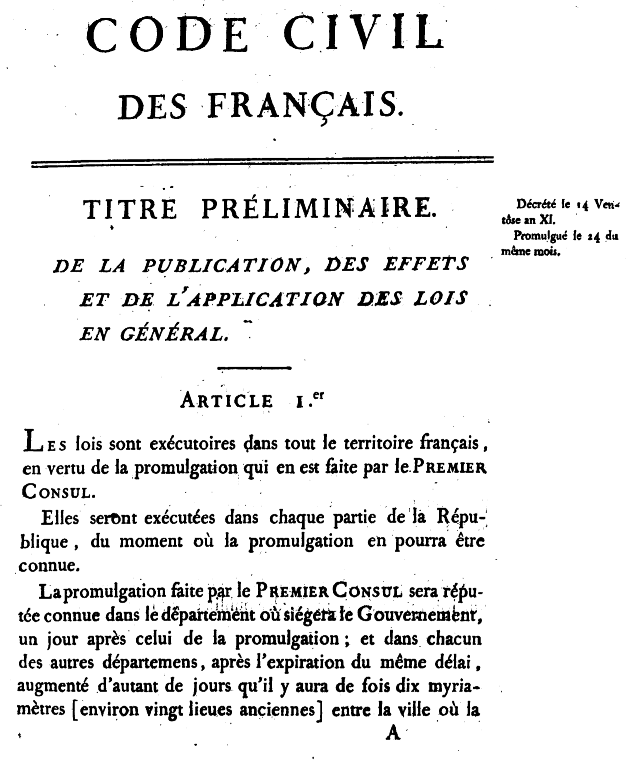
Primera página de la edición original del Código Civil Francés de 1804

###### Escuela exegética o clásica (Demolombe y Laurent)

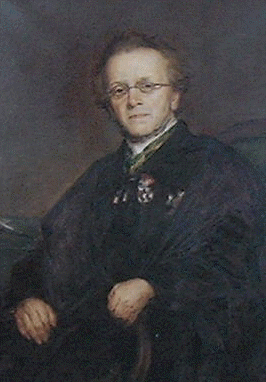
Francois Laurent

###### Escuela del Derecho libre (Kantorowicz)

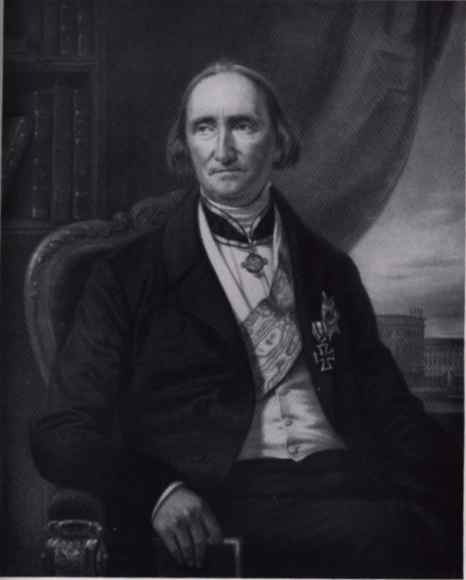
Friedrich Karl von Savigny

###### Escuela de la libre investigación científica (Gény)

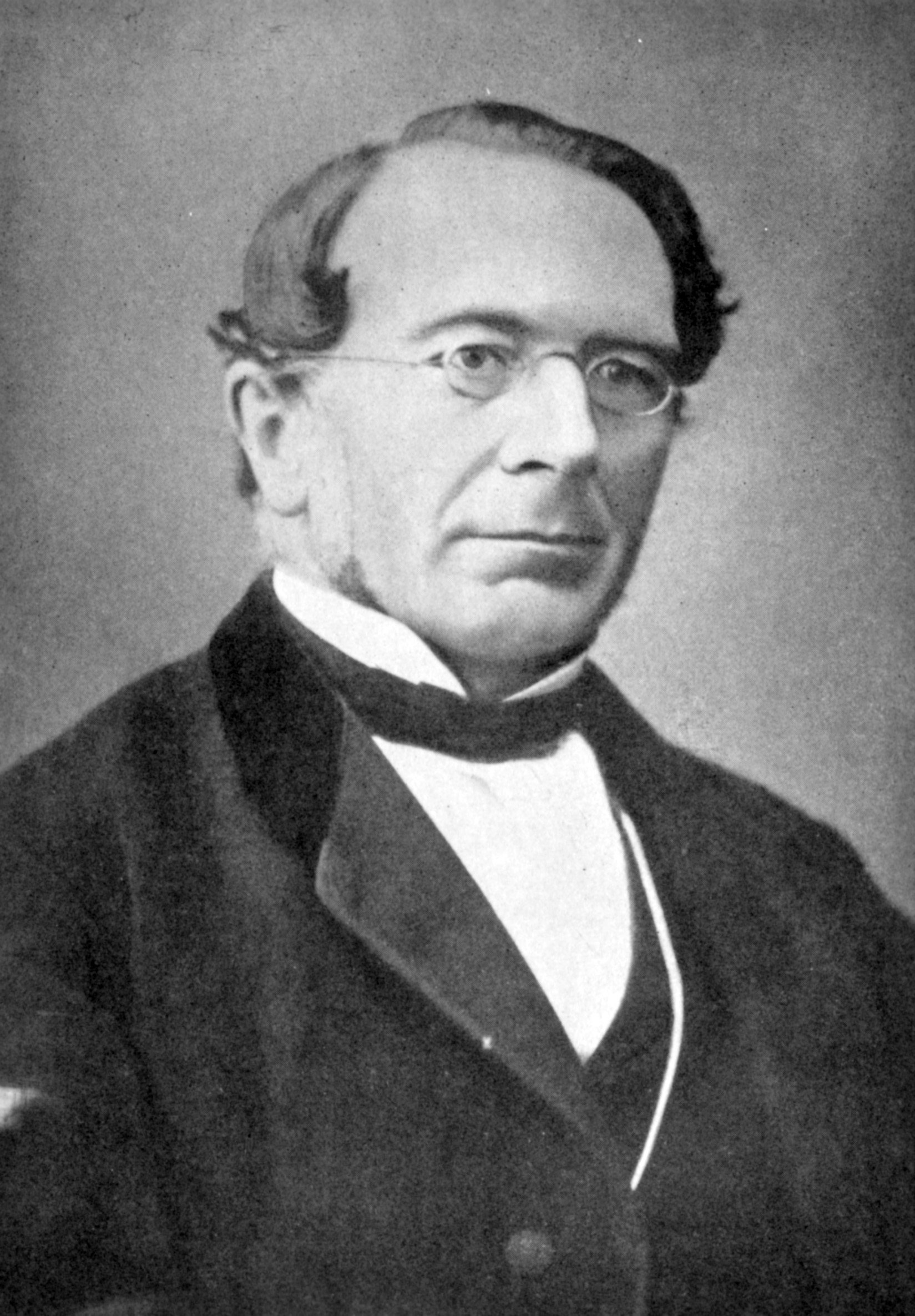
Rudolf von Ihering

###### Escuela formalista (Kelsen)

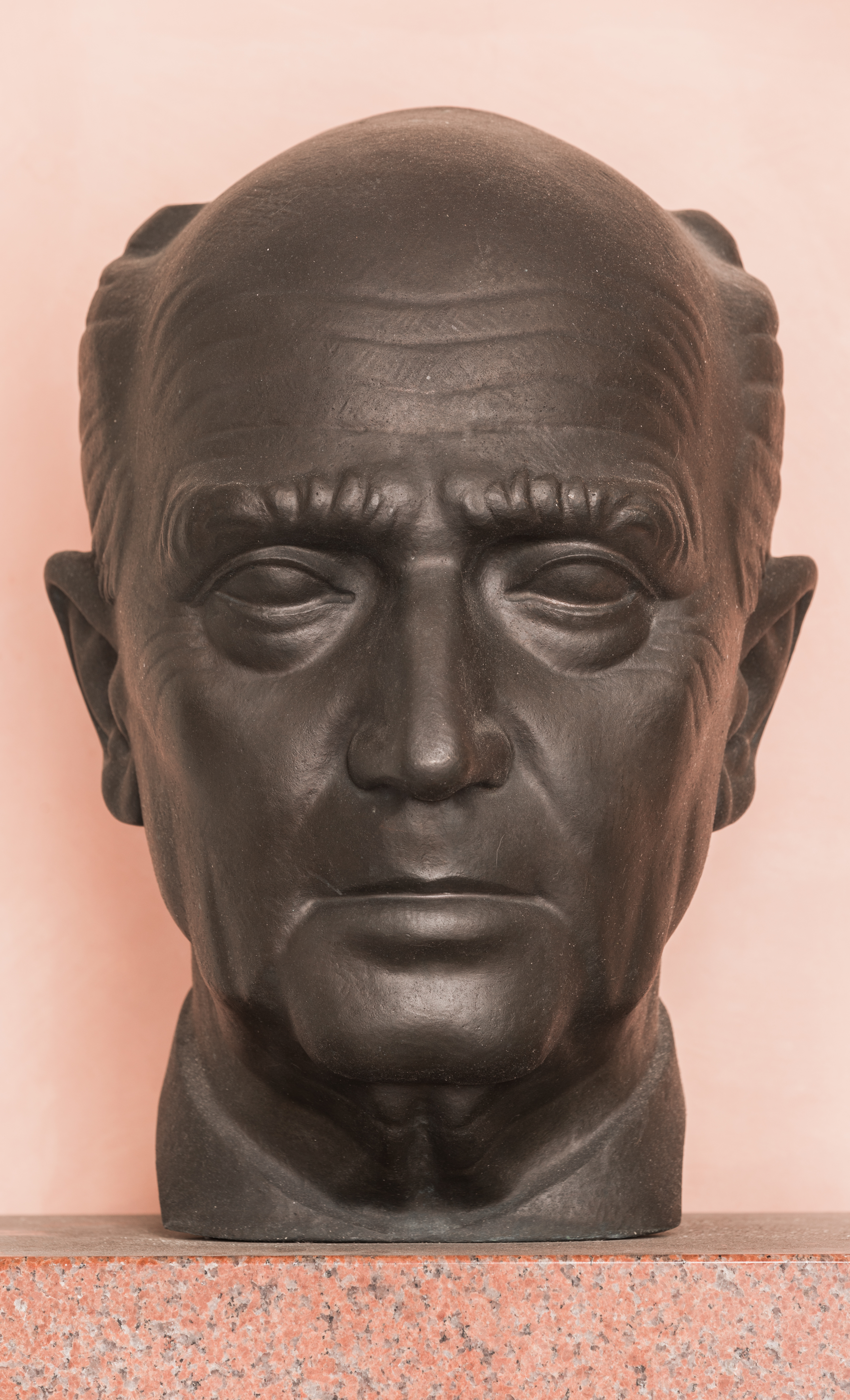
Hans Kelsen.